# Strumień rumowiska brzegowego
Strumień rumowiska brzegowego – zjawisko geograficzne, polegające na transportowania wzdłuż wybrzeża morskiego gromadzących się na plaży piasków, żwirów oraz gliny. Na polskim wybrzeżu strumień rumowiska brzegowego kieruje się na wschód. Rozróżnia się trzy podstawowe typy tego zjawiska: nienasycony, nasycony oraz nadmiernie nasycony.